# 천구적도

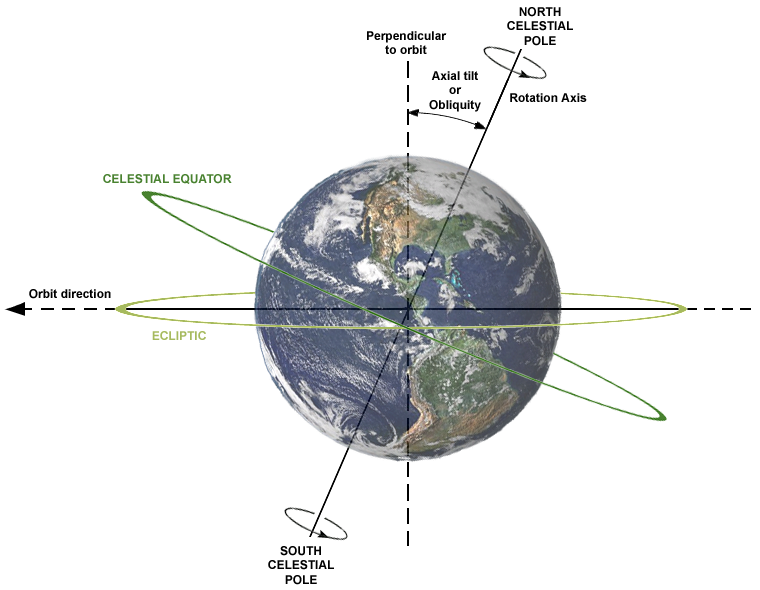

천구적도(天球赤道, celestial equator)는 가상의 천구상에 존재하는 대원 들 중 하나로, 지구의 적도와 같은 위치에 있다. 다르게 말하자면, 천구적도는 지구적도를 우주에 전사시킨 것이다. 지구 자전축의 기울기 때문에 천구적도는 황도면에 대하여 23.4° 기울어 있다.

## 같이 보기
- 자전축의 세차운동
- 천구의 극
- 적위
- 자전